# 폴뉴먼의 선택
《폴뉴먼의 선택》(영어: Absence of Malice)은 미국에서 제작된 1981년 스릴러 드라마 영화이다. 시드니 폴랙이 연출과 제작을 맡고, 폴 뉴먼, 샐리 필드 등이 출연하였다.

## 출연진
- 폴 뉴먼
- 샐리 필드
- 밥 밸러밴
- 멀린다 딜런
- 루서 애들러
- 배리 프라이머스
- 조지프 서머
- 존 하킨스
- 윌퍼드 브림리

## 기타 제작진
- 미술: 테런스 마시
- 의상: 버니 폴랙